# Midi-Pyrénées
Midi Pyrénées (okcitánsky Miègjorn-Pirenèus) je bývalý region Francie. Nachází se v jižní části země a jeho rozloha byla 45 348 km² (srovanatelné s rozlohou Nizozemska či Dánska). Šlo o jednu z oblastí Francie vytvořených uměle ve 20. století.
Midi Pyrénées dosáhly světového ohlasu díky dvěma celosvětově známým produktům, jimiž jsou dopravní letadla Airbus a sýr Roquefort. Proslulé jsou také katolické poutě do Lourdes, města v jihozápadní Francii v departmentu Hautes-Pyrénées na úpatí Pyrenejí na řece Gave de Pau.
Midi Pyrénées je region velkých kontrastů. Zatímco oblast Toulouse je vysoce hustě zalidněna, zbytek regionu je obydlený velice řídce a patří mezi místa s nejnižší hustotou obyvatel v západní Evropě. Midi Pyrénées je často přezdíván „Toulouse a Midi-pyrenejská poušť“.
Od roku 2016 je spolu s regionem Languedoc-Roussillon sloučen do nového regionu Okcitánie.

## Toulouse
Krajským městem je Toulouse. Toulouse je město v jižní Francii na řece Garonně, 580 km jižně od Paříže. Vlastní město na rozloze 118,3 km² čítá 426 700 obyvatel (odhad 2004), celá aglomerace pak 1 075 000 obyvatel. Toulouse je sídelním městem departmentu Haute-Garonne a zároveň celého regionu Midi-Pyrénées, je též nejvýznamnějším střediskem leteckého a kosmického průmyslu v Evropě - nachází se zde jeden ze dvou hlavních výrobních závodů evropského výrobce dopravních letadel Airbus Industries. V městě Toulouse sídlí také chemický průmysl, textilní průmysl a nábytkářský průmysl. Toulouse byl v předřímské době hlavním městem Keltů. V roce 1271 připadl Toulouse francouzské koruně a stal se střediskem královského vlivu v Languedocu, zůstal však úzce spjat s politickými a kulturními tradicemi jižní Francie.

## Přírodní podmínky
Pohoří středních Pyrenejí jsou nejhornatější a také nejvyšší částí hranice. Oblast je plná přírodních scenérií. Moc lesů zde nenajdeme. Vrchy jsou skalnaté nebo pokryty horskými pastvinami. Místy se tu udržel medvěd, orlosup, kamzík, kozorožec aj. Značná část horských masívů na francouzské straně byla zařazena do národního parku - Parc National des Pyrénées. Vzhledem k tomu, že v této oblasti je mnoho termálních pramenů, je zde také plno lázeňských středisek. Větší města v blízkosti Pyrenejí jsou např. Ax-les-Thermes, Bagnères-de-Luchon, Foix, Lourdes.

## Jazyky
V Midi Pyrénées se dříve mluvilo jen okcitánsky. Současným jazykem většiny obyvatel je francouzština, která je v Midi Pyrénées vyslovována se zřetelný jihozápadním akcentem. Mnoho obyvatel tohoto regionu používá některá slova od okcitánštiny, která jsou odlišná od standardní francouzštiny, a proto je zdejší jazyk hůře srozumitelný ostatním Francouzům.